# Erie (Kansas)
Erie er en amerikansk by og administrativt centrum for det amerikanske county Neosho County i staten Kansas. I 2000 havde byen et indbyggertal på 1.211.

## Ekstern henvisning
- Eries hjemmeside (engelsk) Arkiveret 29. maj 2015 hos  Wayback Machine

37°34′07″N 95°14′33″V / 37.5686°N 95.2425°V